# Michele Timms
Michele Margaret Timms AM (Melbourne, Victoria, 28 juni 1965) is een Australische basketbalspeelster. Ze nam driemaal deel aan de Olympische Spelen en behaalde hierbij een bronzen en zilveren medaille.

## Clubbasketbal
Timms begon haar loopbaan in eigen land in de WNBL bij de Bulleen Boomers, waarna ze van 1985 tot 1990 zou uitkomen voor Nunawading Spectres. Met deze laatste club werd ze viermaal Australisch landskampioen. In 1989 speelde ze ook voor Lotus München in Duitsland. In 1991 stapte ze over naar Perth Breakers. Met deze club werd ze eenmaal Australisch landskampioen. In 1993 ging ze spelen voor Firenze Basket in Italië. In 1995 stapte ze over naar de Sydney Flames. Ook speelde ze sinds 1995 voor BTV Wuppertal in Duitsland. Met deze club won ze twee keer het Duitse landskampioenschap. Ook won ze twee keer de Duitse beker. Ze won met Wuppertal de EuroLeague Women in 1996. Ze versloegen Pool Comense uit Italië met 76-62. In 1997 verloren ze de finale om de EuroLeague Women. Ze verloren van CJM Bourges Basket uit Frankrijk met 71-52. In 1997 ging ze spelen voor de Phoenix Mercury in de WNBA. In 1998 speelde ze ook voor de Bulleen Boomers. In 2001 stopte ze met basketbal.

## Nationaal elftal
Timms werd voor het eerst geselecteerd voor de 'Opals' in 1986. In 1988 maakte Timms voor de eerste keer deel uit van de Australische olympische selectie. De Australische vrouwen troffen Joegoslavië in de halve finale, waarin ze uitgeschakeld werden. In de kleine finale verloor Australië van de Sovjet-Unie. In 1996 maakte Timms voor de tweede keer deel uit van de Australische olympische selectie. Ze verloren in de halve finale van de Verenigde Staten. In de strijd om brons wonnen ze van Oekraïne. In 2000 maakte Timms voor de derde keer deel uit van de Australische olympische selectie. Ze verloren in de finale van de Verenigde Staten.

## Erelijst
Nunawading Spectres
- Australisch landskampioen: 1986, 1987, 1988, 1989

 Perth Breakers
- Australisch landskampioen: 1992

 BTV Wuppertal
- Duits landskampioen: 1996, 1997
- Duitse beker: 1996, 1997

 Australië
- 1989:  Oceanisch kampioenschap
- 1995:  Oceanisch kampioenschap
- 1997:  Oceanisch kampioenschap
- 1996:  OS Atlanta
- 1998:  WK Duitsland
- 2000:  OS Sydney